# M-1978 Koksan
Die Koksan ist eine in Nordkorea zu Beginn der 1970er-Jahre entwickelte 170-mm-Kanonenhaubitzen-Selbstfahrlafette. Von der NATO erhielt sie die Bezeichnung M-1978 und das Nachfolgemodell M-1989, da sie erstmals 1978 bzw. 1989 beobachtet wurde. Weitere Bezeichnungen sind Chuch’e p’o oder Juche-po. Mit einem Kaliber von 170 mm ist sie das schwerste Artilleriegeschütz im Arsenal des nordkoreanischen Heeres.

## Geschichte
Die Selbstfahrlafette wurde in den 1970er-Jahren in Nordkorea entwickelt. Sie wurde für den Beschuss über sehr große Distanzen konzipiert und war viele Jahre die konventionelle Artilleriewaffe mit der größten Reichweite und das schwerste Artilleriegeschütz im Arsenal der Armee. Die Bezeichnung Koksan wurde von westlichen Nachrichtendiensten ersonnen, indem sie das Geschütz nach dem Landkreis Koksan (Koksan-gun (곡산군; 谷山郡) in der Provinz Hwanghae-pukto) benannten, in der sie zuerst gesichtet wurde. Die ursprüngliche nordkoreanische Bezeichnung ist nicht bekannt. Ein Teil der Koksan-Selbstfahrlafetten ist in der Nähe der DMZ stationiert und kann aufgrund der Reichweite den Ballungsraum der südkoreanischen Hauptstadt Seoul erreichen.

## Technik

### Fahrzeug
Die M-1978-Koksan besitzt ein Fahrgestell, das von der Wanne des chinesischen Kampfpanzers Type 59 abgeleitet ist. Das Rollenlaufwerk besteht aus fünf gummibereiften Doppellaufrollen. Die Federung erfolgt über Torsionsstäbe. Zwischen den ersten beiden Laufrollen besteht eine deutlich größere Lücke als zwischen den restlichen Laufrollen. Das Leitrad ist vorne und das Antriebsrad hinten. Am Fahrzeugheck befinden sich zwei hydraulisch absenkbare Erdsporne, welche die Rückstoßkraft in das Erdreich ableiten. Die Höchstgeschwindigkeit auf der Straße beträgt rund 40 und im Gelände rund 15 km/h. Der Fahrbereich beträgt auf der Straße 200–350 km. Das Fahrzeug kann Steigungen von 40 % und 1 m hohe Hindernisse überwinden. Die maximal zulässige Querneigung liegt bei 20 % und das Fahrzeug kann Gewässer bis zu einer maximalen Tiefe von 1,2 m durchfahren. Der Fahrer sitzt vorne links und die Geschützmannschaft fährt aufgesessen oder auf einem gesonderten Fahrzeug mit. Munition für das 170-mm-Geschütz kann das Fahrzeug nicht mitführen. Sie wird in einem Lastkraftwagen oder einem Raupenschlepper transportiert.
Die neuere Ausführung M-1989-Koksan basiert auf dem Fahrgestell des sowjetischen AT-S- oder ATS-59-Raupenschleppers. Bei dieser Ausführung befindet sich an der Fahrzeugfront eine gepanzerte Kabine für die Besatzung. Am Fahrzeugheck ist ein absenkbares Spornschild angebracht. Die M-1989 kann 12 Geschosse Bereitschaftsmunition für das 170-mm-Geschütz mitführen.

### Geschütz
Das 170-mm-Geschütz ist offen auf dem Fahrzeugheck montiert. Der Seitenrichtbereich beträgt in Fahrrichtung ±10°. Der Höhenrichtbereich liegt bei 0 bis +75°. Das Geschützrohr hat rund 55 Kaliberlängen (L/55) und die Rohrlebensdauer beträgt rund 500 Schuss. Am hinteren Rohrende sind der Schraubenverschluss sowie die Ladungskammer angebracht. Weiter ist dort eine halbautomatische Ladehilfe montiert. Diese verwendet einen hydraulischen Ketten-Ladestock (Ketten-Stampfer bzw. Förderstempel). Die Ladehilfe führt das Geschoss zu und setzt es im Rohr an. Danach werden die Treibladungsbeutel geladen und zugeführt. Das Geschütz wird hydraulisch gerichtet. Bei der Rohrwiege sind am Geschützrohr zwei hydropneumatische Rohrbremsen und Rohrvorholer montiert. Am Rohrende ist eine Mehrkammer-Mündungsbremse angebracht, die den Rückstoß mindert. Auf der linken Seite der Rohrwiege ist der Arbeitsplatz des Kanoniers. Dort befinden sich die Richtmittel sowie die Visiereinrichtung für direktes Richten. Mit einem dort angebrachten Zielfernrohr können Ziele im Direktschuss bekämpft werden.
Um das Geschütz feuerbereit zu machen, benötigt die bis zu achtköpfige Besatzung rund 10 Minuten. Bei der M-1978 wird die Munition mit einem Lastkraftwagen mitgeführt. Die einzelnen Geschosse werden von dort mit einem Handwagen zum Geschütz transportiert. Kurzzeitig ist mit der Koksan eine Schussfolge von 1 Schuss pro Minute möglich. Für anhaltendes Feuer ist eine Schussfolge 1–2 Schuss innerhalb 5 Minuten möglich.

### Munition
Die Koksan verwendet getrennt geladene Munition mit variablen Treibladungsbeuteln. Das heißt, das Geschoss und die Treibladung werden nacheinander geladen. Mit der Koksan wird folgende Munition verwendet:
| Funktion/Typ                     | Gewicht Granate | Gewicht Sprengstoff | Schussdistanz |
| -------------------------------- | --------------- | ------------------- | ------------- |
| Sprenggranate                    | 61,2 kg         | 27,5 kg TNT         | 24–40 km      |
| Sprenggranate mit Raketenantrieb | 61,4 kg         | 13,5 kg TNT         | 40–50 km      |

Neben den Standardgeschossen wurden in Nordkorea vermutlich auch Geschosse für chemische Kampfstoffe sowie Exerzier- und Übungsgeschosse entwickelt und produziert.

## Varianten

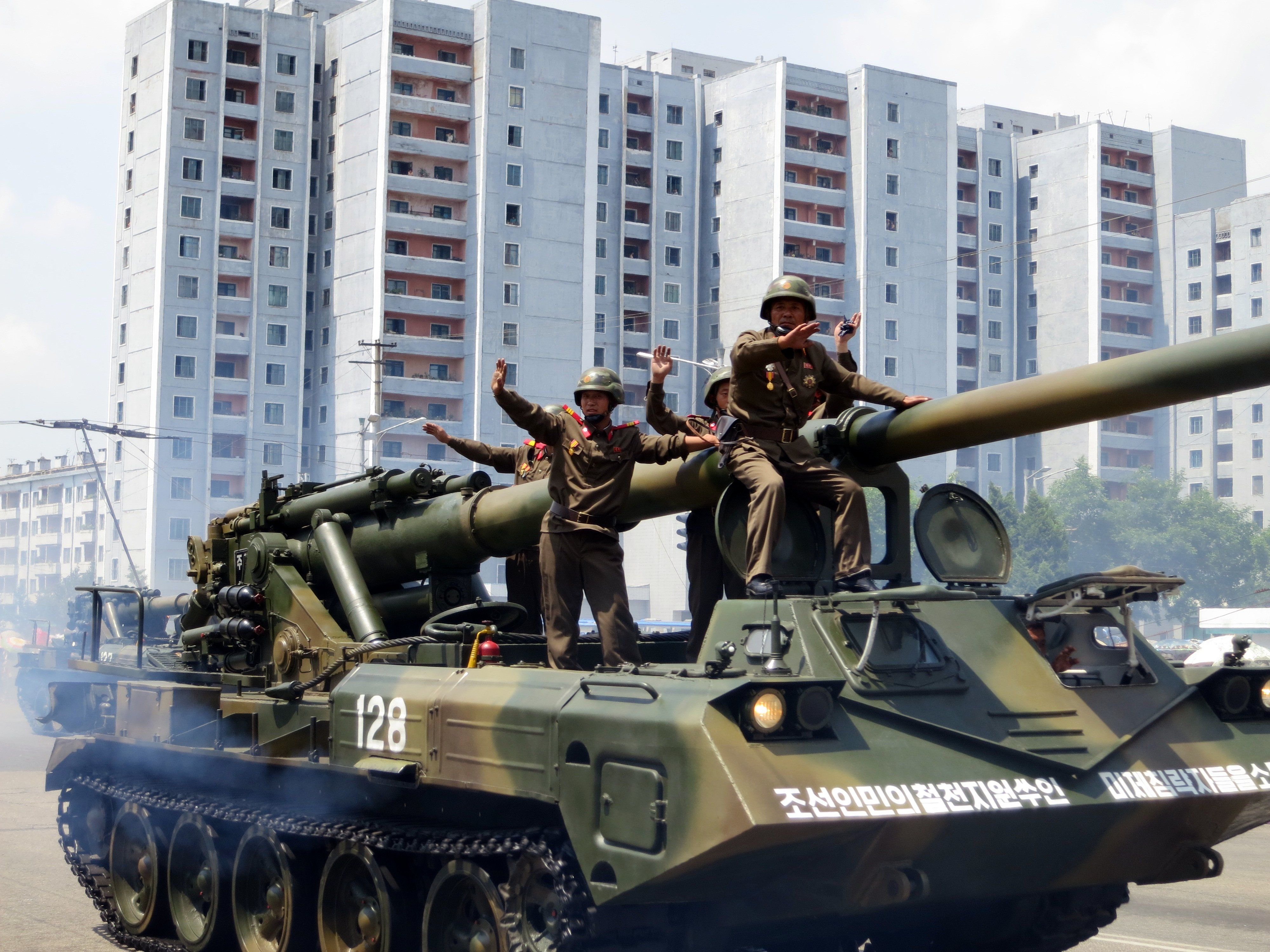
Variante M-1989 während einer Militärparade in Pjöngjang (2013)

- M-1978: Das ursprüngliche Koksan-Modell, welches erstmals 1978 beobachtet wurde. Es basiert auf einem Type-59-Kettenfahrgestell. Die Version kann keine Bereitschaftsmunition mitführen.[3]
- M-1989: Ein weiterentwickeltes Koksan-Modell, welches erstmals 1989 beobachtet wurde. Es basiert auf dem AT-S- oder ATS-59-Kettenfahrgestell und kann 12 Schuss Bereitschaftsmunition mitführen.[3]

## Kriegseinsätze

### Erster Golfkrieg
Während des Ersten Golfkriegs setzten die Streitkräfte des Iran die M-1978 gegen den Irak ein. Dabei wurde mindestens ein Exemplar von den irakischen Streitkräften erbeutet. Das Fahrzeug (soweit es das einzige gewesen ist) wurde später während der Besetzung des Irak von US-Truppen erbeutet.

### Russisch-Ukrainischer Krieg
Während des russischen Überfalls auf die Ukraine wird die Koksan seit November 2024 auf Seiten Russlands eingesetzt: Am 16. November 2024 erschienen Videoaufnahmen, auf welchen das Waffensystem in Russland (vermutlich Krasnojarsk in Sibirien) zu sehen ist. Der ukrainische Geheimdienst berichtete außerdem von rund 50 Koksan-Geschützen in der Nähe von Kursk. Experten vermuteten einen Einsatz gegen die ukrainische Kursk-Offensive. Dort ist im Zuge der russisch-nordkoreanischen Militärkooperation eine unbekannte Anzahl nordkoreanischer Soldaten im Einsatz.
Im Februar 2025 wurde die erste Koksan mit einer Drohne beschädigt und m April 2025 eine M-1978 nachweislich zerstört.

## Nutzer
- Iran – 20 M-1978.[16]

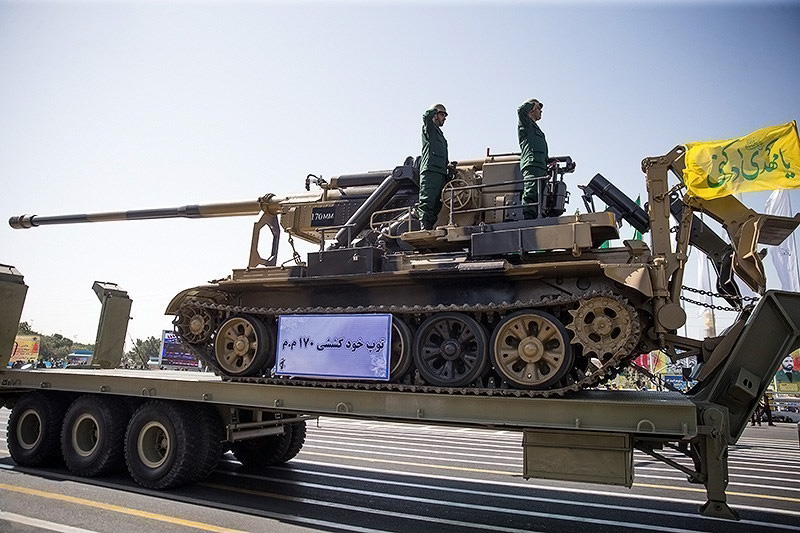
Iranische M-1978 im Jahr 2014

- Irak – unbekannte Anzahl M-1978 während des Ersten Golfkriegs erbeutet.[17]
- Nordkorea – unbekannte Anzahl M-1978 und M-1989.[18]